# Breaza
Breaza là một thị xã thuộc hạt Prahova, România. Dân số thời điểm năm 2002 là 18199 người.